# Proinvolvulus parilis
Proinvolvulus parilis là một loài bọ cánh cứng trong họ Rhynchitidae. Loài này được Voss miêu tả khoa học năm 1956.